# Kaziverá
Kaziverá är en ort i Cypern.   Den ligger i distriktet Eparchía Lefkosías, i den centrala delen av landet, 40 km väster om huvudstaden Nicosia. Kaziverá ligger 17 meter över havet och antalet invånare är 1 042. Den ligger på ön Cypern.
Terrängen runt Kaziverá är platt åt nordost, men åt sydväst är den kuperad. Havet är nära Kaziverá åt nordväst.Trakten runt Kaziverá är ganska glesbefolkad, med 25 invånare per kvadratkilometer. Närmaste större samhälle är Mórfou, 7,6 km öster om Kaziverá. Trakten runt Kaziverá består till största delen av jordbruksmark.